# Kloppenburg (winkelketen)
Kloppenburg GmbH & Co. KG was tot maart 2013 een Duitse drogisterij-winkelketen met het hoofdkantoor in Melsdorf (nabij Kiel). Het bedrijf exploiteerde drogisterijen in Noord-Duitsland. Sinds begin 2008 was het voor het grootste deel in handen van drogisterijketen Rossmann. Aanvankelijk werd voor het merendeel van de vestigingen de merknaam Kloppenburg behouden, tot dat eind maart 2013 alle filialen onder de naam Rossmann worden geëxploiteerd.

## Geschiedenis
Het bedrijf, dat in 1949 werd opgericht in Kiel, verkocht aanvankelijk textiel en fournituren. Later werden hier parfumerie- en huishoudelijke artikelen, schrijfwaren en speelgoed aan toegevoegd. Kloppenburg groeide in de jaren daarna en had eind 2007 meer dan 160 vestigingen in Sleeswijk-Holstein, Hamburg, Mecklenburg-Voor-Pommeren en Nedersaksen, waarmee het de zesde grootste drogisterijketen in Duitsland was (vanaf 2007).
Begin 2008 nam Rossmann een meerderheidsbelang van 89,9% in Kloppenburg. In de loop van de samenwerking werd bekend gemaakt dat in 2008 70 Kloppenburg-vestigingen zouden worden omgebouwd tot Rossmann-vestigingen en dat dichtbijgelegen, kleinere Rossmann-vestigingen werden gesloten. Ontslag voor medewerkers van Rossmann kon niet worden uitgesloten.
Het hoofdkantoor van Kloppenburg GmbH & Co. KG was in Melsdorf, een voorstad van Kiel. Begin mei 2012 werd de website kloppenburg.de uit de lucht gehaald en worden bezoekers doorverwezen naar rossmann.de.